# Кобјак
Кобјак (фр. Caubiac) насеље је и општина у јужној Француској у региону Миди Пирене, у департману Горња Гарона која припада префектури Тулуз.
По подацима из 2011. године у општини је живело 324 становника, а густина насељености је износила 40,55 становника/km². Општина се простире на површини од 7,99 km². Налази се на средњој надморској висини од 235 метара (максималној 275 m, а минималној 178 m).

## Демографија
| 1962. | 1968. | 1975. | 1982. | 1990. | 1999. | 2011. |
| ----- | ----- | ----- | ----- | ----- | ----- | ----- |
| 162   | 177   | 158   | 130   | 154   | 193   | 324   |

График промене броја становника у току последњих година